# Wahlkreis Mittelsachsen 2
Der Wahlkreis Mittelsachsen 2 (Wahlkreis 18) ist ein Landtagswahlkreis in Sachsen. Er umfasst die Städte Augustusburg, Brand-Erbisdorf, Flöha, Frankenberg, Hainichen, Oederan und die Gemeinden Eppendorf, Großhartmannsdorf, Leubsdorf, Niederwiesa, Oberschöna im Landkreis Mittelsachsen im Landkreis Mittelsachsen.

## Wahl 2024
Die Landtagswahl 2024 führte zu folgendem Ergebnis:
| Direktkandidat  | Partei              | Erststimmen in % | Zweitstimmen in % |
| --------------- | ------------------- | ---------------- | ----------------- |
| Susan Leithoff  | CDU                 | 35,6             | 33,6              |
| Romy Penz       | AfD                 | 39,8             | 35,9              |
| Laura Kunze     | Die Linke           | 3,0              | 2,2               |
| Markus Scholz   | GRÜNE               | 1,5              | 1,7               |
| Sven Kaden      | SPD                 | 3,6              | 5,5               |
| Marko Trautmann | FDP                 | 0,8              | 0,6               |
| Timo Ahnert     | Freie Wähler        | 3,7              | 2,2               |
| –               | Die Partei          | –                | 0,5               |
| –               | Piraten             | –                | 0,1               |
| –               | ÖDP                 | –                | 0,1               |
| –               | BüSo                | –                | 0,0               |
| –               | Tierschutz hier!    | –                | 1,0               |
| –               | dieBasis            | –                | 0,2               |
| –               | Bündnis C           | –                | 0,2               |
| –               | Bündnis Deutschland | –                | 0,3               |
| Jörg Scheibe    | BSW                 | 11,3             | 12,8              |
| Wilko Winkler   | Freie Sachsen       | 0,7              | 2,8               |
| –               | V-Partei3           | –                | 0,1               |
| –               | WU                  | –                | 0,2               |